# Vjatsjeslav Koeznetsov
Vjatsjeslav Gennadjevitsj Koeznetsov (Russisch: Вячеслав Геннадьевич Кузнецов; Toljatti, 24 juni 1989) is een voormalig Russisch wielrenner.
Hij eindigde in 2010 als tiende op het wereldkampioenschap wielrennen bij de beloften en werd in 2011 Russisch kampioen bij de beloften. In 2016 was hij dicht bij de winst in Gent-Wevelgem, waar hij de eindsprint verloor van Peter Sagan en Sep Vanmarcke.

## Belangrijkste overwinningen
2010
La Côte Picarde
2011
 Russisch kampioen op de weg, Beloften
2012
La Roue Tourangelle
3e etappe Circuit des Ardennes (ploegentijdrit)
1e etappe Ronde de l'Oise
7e etappe Ronde van Bulgarije

## Resultaten in voornaamste wedstrijden
| Jaar | Ronde van Italië | Ronde van Frankrijk | Ronde van Spanje |
| ---- | ---------------- | ------------------- | ---------------- |
| 2013 |                  |                     |                  |
| 2014 |                  |                     |                  |
| 2015 |                  |                     |                  |
| 2016 | 121e             |                     |                  |
| 2017 | 132e             |                     |                  |
| 2018 | 105e             |                     |                  |
| 2019 | opgave           |                     | 138e             |
| 2020 |                  |                     |                  |

| Jaar | Milaan-San Remo | Gent-Wevelgem | Ronde van Vlaanderen | Parijs-Roubaix | Amstel Gold Race | Strade Bianche | Waalse Pijl |  | WK op de weg |  | Wereldranglijsten |
| ---- | --------------- | ------------- | -------------------- | -------------- | ---------------- | -------------- | ----------- |  | ------------ |  | ----------------- |
| 2013 |                 |               |                      | 67e            |                  |                |             |  |              |  |                   |
| 2014 |                 |               | opgave               | 57e            |                  |                |             |  |              |  |                   |
| 2015 |                 |               | 33e                  | 50e            |                  |                |             |  | 15e          |  |                   |
| 2016 |                 | ↑             | opgave               | 67e            |                  |                |             |  | opgave       |  | 86e (UWT)         |
| 2017 |                 | 69e           |                      |                | 94e              |                | 151e        |  | 16e          |  | 325e (UWT)        |
| 2018 |                 | 16e           | 33e                  |                | 37e              | opgave         |             |  |              |  | 194e (UWT)        |
| 2019 | 74e             | 65e           | 79e                  |                |                  | 26e            |             |  |              |  |                   |
| 2020 |                 |               |                      |                |                  |                |             |  | opgave       |  |                   |

## Ploegen
- 2010 –  Itera-Katjoesja
- 2011 –  Itera-Katjoesja
- 2012 –  Itera-Katjoesja
- 2012 –  Katjoesja Team (stagiair vanaf 1-8)
- 2013 –  Katjoesja Team
- 2014 –  Team Katjoesja
- 2015 –  Team Katjoesja
- 2016 –  Team Katjoesja
- 2017 –  Team Katjoesja Alpecin
- 2018 –  Team Katjoesja Alpecin
- 2019 –  Team Katjoesja Alpecin
- 2020 –  Gazprom-RusVelo
- 2021 –  Gazprom-RusVelo

Belkov · 
Broett · 
Caruso ·
Florencio ·
Freire ·
Galimzjanov (tot 15/04) ·
Goesev ·
Haller ·
Horrach · 
Ignatenko · 
Ignatjev · 
Isajtsjev ·
Koetsjynski ·
Kolobnev ·
Kristoff ·
Kritski ·
Losada · 
Mensjov ·
Moreno ·   
Paolini · 
Porsev ·  
Rodríguez · 
Selig ·
Smukulis · 
Špilak · 
Tsatevitsj · 
Trofimov ·
Vantomme ·
Vicioso · 
Vorganov ·
Koeznetsov (stagiair) ·
Vorobjov (stagiair) ·
Zakarin (stagiair)
Belkov · 
Broett · 
Caruso ·
Florencio ·
Goesev ·
Haller · 
Ignatenko · 
Ignatjev · 
Isajtsjev ·
Koetsjynski ·
Koeznetsov ·
Kolobnev ·
Kozontsjoek ·
Kristoff ·
Kritski ·
Losada · 
Mensjov (tot 19/05) ·
Moreno ·   
Paolini · 
Porsev ·  
Rodríguez · 
Selig ·
Smukulis · 
Špilak · 
Tsatevitsj · 
Tsjernetski ·
Trofimov ·
Vicioso · 
Vorganov ·
Vorobjov ·
Antonov (stagiair) ·
Razoemov (stagiair) ·
Nikolajev (stagiair) 
Belkov · Broett · Caruso · Goesev · Haller · Ignatenko · Ignatjev · Isajtsjev · Koetsjynski · Koeznetsov · Kolobnev · Kotsjetkov · Kozontsjoek · Kristoff · Losada · Moreno · Paolini · Porsev · Rodríguez · Rybakov · Selig · Silin · Smukulis ·  Špilak · Trofimov · Tsatevitsj · Tsjernetski · Vicioso · Vorganov · Vorobjov · Bystrøm (stagiair)
Belkov · Bystrøm · Caruso · Guarnieri · Haller · Isajtsjev · Koeznetsov · Kolobnev · Kotsjetkov · Kozontsjoek · Kristoff · Lagoetin · Losada · Machado · Moreno · Paolini · Porsev · Rodríguez · Selig · Silin · Smukulis ·  Špilak · Trofimov · Tsatevitsj · Tsjernetski · Vicioso · Vorganov · Vorobjov · Zakarin · Politt (stagiair) · Restrepo (stagiair)
Belkov · Bystrøm · Guarnieri · Haller · Isajtsjev · Koeznetsov · Kotsjetkov · Kozontsjoek · Kristoff · Lagoetin · Losada · Machado · Mamykin · Mørkøv · Politt · Porsev · Restrepo · Rodríguez · Silin · Špilak · Taaramäe · Tsatevitsj · Tsjernetski · Van den Broeck · Vicioso · Vorganov · Vorobjov · Zakarin · Maes (stagiair)
Belkov · Biermans · Bystrøm · Gonçalves · Haller · Hollenstein · Kišerlovski · Koeznetsov · Kotsjetkov · Kristoff  · Lammertink · Losada · Machado · Mamykin · Martin   · Mathis · Mørkøv · Planckaert · Politt · Restrepo · Špilak · Taaramäe · Vicioso · Würtz Schmidt · Zabel · Zakarin · Havik (stagiair)
Belkov · Biermans · Boswell · Cras · Dowsett · Fabbro · Gonçalves · Haas · Haller · Hollenstein · Kittel · Kišerlovski · Koeznetsov · Kotsjetkov · Lammertink · Machado · Martin · Mathis · Planckaert · Politt · Restrepo · Smit · Špilak · Würtz Schmidt · Zabel · Zakarin
Battaglin · Biermans · Boswell · Cras · Debusschere · Dowsett · Fabbro · Gonçalves · Guerreiro · Haas · Haller · Hollenstein · Kittel · Koeznetsov · Kotsjetkov · Navarro · Politt · Smit · Špilak · Strachov · Tanfield · Würtz Schmidt · Zabel · Zakarin
Bojev · Canola · D. Cima · I. Cima · Karaljok · Koelikov · Koelikovski · Koerjanov · Koezmin · Koeznetsov · Nekrasov · Nych · Rikoenov · Rovny · Rybalkin · Scaroni · Sjaloenov · Strachov · Tsjerkasov · Tsjernetski · Velasco
Bojev · Canola · D. Cima · I. Cima · Dversnes · Kotsjetkov · Kreuziger · Koezmin · Koeznetsov · Lucca · Lunder · Nekrasov · Nych · Rikoenov · Rovny · Scaroni · Sjaloenov · Strachov · Strachov · Tsjerkasov · Tsjernetski · Vacek · Velasco · Zakarin